# August Strindberg
Johan August Strindberg ( výslovnost, 22. ledna 1849 – 14. května 1912) byl švédský spisovatel, umělec a novinář. Dnes je považován za nejvýznamnějšího moderního švédského spisovatele, ve své době však nebyl příliš doceněn. Přestože se v některých zemích těšil jisté přízni již koncem 19. století (nejvíce v Německu), skutečně doceněným se stal až po druhé světové válce, především díky svým dramatům. Strindbergově próze i poezii mimo Švédsko tolik pozornosti věnováno nebylo, avšak nové impulzy vnesl bezpochyby do všech literárních žánrů. Přestože za jeho života Švédsko nemělo spisovatele většího formátu, nikdy nezískal Nobelovu cenu.
Dodnes ovšem představuje jednu z nejkontroverznějších ikon švédské literární historie. Ve veřejném i soukromém životě byl v mnoha ohledech jen obtížně snesitelná osobnost. Jako nemilosrdný kritik soudobé švédské společnosti nikoho nešetřil. Byl psychicky labilní, v několika životních obdobích trpěl paranoiou a silnou úzkostí. Lze nicméně říci, že právě některé chorobné rysy Strindbergovy osobnosti způsobily, že jeho dílo bylo ve své době tak novátorské, především po stránce ztvárnění lidské psychiky. V autorově tvorbě hraje klíčovou roli autopsie – puzení vypsat se ze všech osobních problémů. Mnoho jeho děl má ráz hluboce intimní, krutě otevřené výpovědi, ať už jde o sexuální problémy, či třeba nenávist k partnerce.
Mimo to, že psal ve všech literárních žánrech, usiloval Strindberg o úspěch i v jiných oblastech umění (v malířství a fotografii) a také na poli humanitních i nehumanitních věd. Zajímal se o alchymii, okultismus, buddhismus a mnohé další oblasti lidského poznání, z nichž čerpal nové podněty. Byl univerzální osobností, jež do sebe chtěla vstřebat vše a snažila se také na vše reagovat.

## Život
August Strindberg se narodil 22. ledna 1849 ve Stockholmu. Otec Carl Oscar Strindberg byl komisionářem, matka Ulrika Eleonora Norlingová pracovala jako pokojská. Tato skutečnost v synovi vyvolávala po celý život pocity méněcennosti, které popsal v díle Syn služky (Tjänstekvinnans son, 1886–1909). Své dětství vylíčil jako období emocionální nejistoty, chudoby a zanedbávání.
Narodil se jako třetí z osmi dětí. Matka zemřela, když bylo Strindbergovi třináct, otec se poté znovu oženil. Už během nesnadného dětství ovlivněného přísnou pietistickou výchovou se zajímal o přírodní vědy, fotografii a náboženství. Jeho traumata z dětství sublimovala v neustálou touhu studovat. Chodil do školy v Klara a Jakob, od roku 1861 navštěvoval Stockholmské lyceum a o šest let později začal studovat estetiku na univerzitě v Uppsale. Zde se setkal s názory Charlese Darwina, jež ho zásadně ovlivnily. Jeho talent neunikl pozornosti krále Karla XV., který mu poskytl studijní stipendium. Strindberg se pokoušel stát také hercem Dramatického divadla (Dramatiska teatern), nakonec se ale v roce 1870 vrátil do Uppsaly, kde započal kariéru dramatika.
V 70. letech pracoval jako novinář a knihovník. V roce 1869 debutoval divadelní hrou Volnomyšlenkář (Fritänkaren). Od roku 1874 působil v Královské knihovně ve Stockholmu.
V roce 1875 poznal baronku Siri von Essen, kterou si v roce 1877 vzal za ženu poté, co se rozvedla. Siri porodila Strindbergovi dvě dcery (Karin Smirnoff a Gretu von Philp), jednoho syna (Hanse) a dceru, která zemřela v raném dětství.
Na podzim 1883 opustil Strindberg Švédsko a definitivně se do něj vrátil až v roce 1899. Mezi tím žil ve Francii, Německu, Švýcarsku, Rakousku a Dánsku. Stále se však v intervalech do rodné země vracel.
Pobyt v zahraničí měl vliv i na jazyk jeho knih – některá díla napsal v němčině nebo francouzštině. Při pobytu v Berlíně navštěvoval tavernu U černého selete (Zum schwarzen Ferkel), kde se setkával se zahraniční uměleckou elitou (např. s Edvardem Munchem, Adolfem Paulem nebo Stanisławem Przybyszewským). Zde se také poznal s výrazně mladší Rakušankou Fridou Uhlovou, kterou si v roce 1893 vzal za svou druhou ženu. Spolu s ní se odstěhoval k její matce do Rakouska. Měl s ní jedinou dceru Kerstin. Strindbergovy rané zkušenosti s prostitutkami, jeho drobná robustní postava a neschopnost komunikovat se ženami přispěly k jeho misogynství, které můžeme v mnoha formách nalézt v jeho díle.
Od roku 1894 do roku 1897 došlo ve Strindbergově životě k významnému zlomu. Spisovatel prodělal hlubokou duševní krizi, tzv. krizi inferna, spojenou s radikální názorovou proměnu, což se následně projevilo i v jeho tvorbě – odklonil se od naturalismu k niternějšímu způsobu psaní, které dovedl k vrcholu ve svých pozdních, expresionisticko-symbolistických dramatech. V roce 1901 si za svou třetí a poslední ženu vzal norskou herečku Harriet Bosseovou, s níž měl dceru Anne-Marii. V roce 1907 založil spolu s hercem Augustem Falckem Intimní divadlo ve Stockholmu, které vedl tři roky. Od tohoto roku psal pro Intimní divadlo.
V zimě roku 1911 se Strindberg nakazil zápalem plic, ze kterého se nikdy zcela nevyléčil. 14. května 1912 zemřel ve Stockholmu ve věku 63 let. Strindbergovým posledním domovem byl dům Modrá věž (Blå tornet) v centru Stockholmu, který je nyní jeho muzeem.
V průběhu svého života načetl Strindberg obrovské množství literatury z nejrůznějších oblastí. Přestože byl eklektikem, po celou si dobu udržoval silný kritický postoj. Za všech okolností zdůrazňoval subjektivní zkušenost. Postupně se odklonil od anarchismu, realismu a naturalismu k mystice, symbolismu a okultismu. Ke sklonku života se zabýval synkretismem. V jeho historických hrách je patrný vliv Shakespeara, značně jej ovlivnili ale také Charles Darwin, Georg Brandes, Jean-Jacques Rousseau, Sigmund Freud nebo Friedrich Nietzsche, se kterým si dopisoval. Jeho dílo bylo rovněž často srovnáváno s jeho rivalem, norským dramatikem Henrikem Ibsenem. Svým dílem v mnohém předběhl svou dobu. Inspiroval mnoho známých osobností, například Franze Kafku, Ingmara Bergmana, Heinera Müllera nebo Larse von Triera.

### Místa pobytu

#### Mládí a studia
Během svého života Strindberg navštívil mnohá místa po celé Evropě. Některá z nich hrála zásadní roli v jeho literárně-dramatické tvorbě. Narodil se ve Stockholmu 22. ledna 1849 a už jako chlapec prožil několik stěhování, například do chudinské čtvrti Norrtullsgatanu, později do lázeňského Sabbatsbergu, ze kterého se však záhy vrátil zpět do Norrtullsgatanu. Ve Stockholmu navštěvoval také různé školy, z nichž většina neměla valnou úroveň, což Strindberga značně ovlivnilo. Po složení závěrečných zkoušek na stockholmském lyceu nastoupil v květnu roku 1867 na univerzitu v Uppsale. Touto etapou života později zakončil první část své čtyřdílné autobiografie Syn služky.
Několik dalších let strávil povětšinou v Uppsale nebo ve Stockholmu, kde si přivydělával jako elementarista či soukromý učitel. Občas také jezdil za prací v lékárně do univerzitního města Lund. Mezi lety 1868–1869 studoval chemii na stockholmském Technologickém institutu. O rok později se vrátil do Uppsaly, aby zde studoval estetiku a moderní jazyky. Studií ovšem v březnu roku 1872 zanechal; zde končí druhá část jeho autobiografie. Odpor k prostředí univerzit ztvárnil brzy ve sbírce povídek Z Fjärdingenu a Svartbäckenu (Från Fjerdingen och Svartbäcken, 1880).

#### Stockholm
Ve Stockholmu začal působit jako novinář a kritik, od roku 1874 pracoval také v Královské knihovně. Často se scházel s jinými osobnostmi místního kulturního dění v červeném salonku restaurace Bern. Tomuto období se věnuje ve třetí části své biografie, které se často přezdívá „Červený pokoj“ dle jeho stejnojmenného románu.
Třicátého prosince 1877 si vzal Siri von Essen. V lednu 1879 vyšel román Červený pokoj, díky kterému se Strindberg stal slavným po celé Skandinávii takřka přes noc. Od roku 1881 začal pravidelně přispívat do kodaňského deníku Morgenbladet. Roku 1881 se na ostrově Kymmendö narodila jeho první dcera Greta. (Kymmendö ve stockholmském souostroví patřilo ke spisovatelově nejoblíbenějším místům, poprvé ho navštívil v roce 1870 a po celý život se sem rád vracel.) O rok později zde napsal své protivládní povídky Nová říše.

#### Cestování po Evropě
Téhož roku se přestěhoval do Grez-sur-Loing na jih od Paříže a později do Paříže samotné. Zde však nebyl spokojen, město mu připadalo špinavé a hlučné, a proto se v roce 1883 přesunul do švýcarského Ouchy. V dubnu 1884 se narodil jeho syn Hans. Mezi Strindbergovy záliby patřilo mimo jiné fotografování; právě z pobytu ve Švýcarsku pochází mnoho jeho fotografií.
V roce 1885 se rodina přesunula zpět do Paříže, kde Strindberg napsal román ve francouzštině Bláznova obhajoba (Le plaidoyer d'un fou, 1893). Pod vlivem filozofie Jean-Jacquese Rousseaua, s jehož dílem se seznámil už během studií, se stal ateistou se sklonem k velebení řádu přírody. (Po pozdějším odchodu do Německa, kde jej ovlivnily myšlenky Friedricha Nietzscheho, se od Rousseaua odvrátil.) Slečna Julie byla rovněž určena pařížskému publiku.
Od prosince 1887 až do dubna 1889 pobýval v Kodani, kde se mu za pomoci bratří Brandesových podařilo uvést drama Otec (Fadern). Po rozchodu a opětovném smíření se Siri založil v Kodani Skandinávské experimentální divadlo (Skandinavisk försöksteater), jehož ředitelkou učinil svou manželku. Stejně jako usmíření manželů, ani divadlo nemělo dlouhého trvání a Strindberg se brzy stěhoval zpátky do Švédska, zatímco Siri se s dětmi vrátila do rodného Finska.
Na začátku devadesátých let prošel Strindberg autorskou krizí. Díky stipendiu německého časopisu se přestěhoval do Berlína; některé z jeho her byly uvedeny na prknech Freie Bühne Theatre. Tak jako dříve ve Stockholmu navštěvoval hospodu Bern, v Berlíně jej bylo možné často potkat v hostinci Zum schwarzen Ferkel (U Černého selete). Zde se seznámil například s Edvardem Munchem, tvůrcem svého portrétu či s Fridou Uhlovou, kterou si v roce 1893 vzal na Helgolandu za manželku. Líbánky strávili v Londýně. V době jejich manželství žili u Fridiny matky v rakouském Dornachu. Strindberg však rovněž často cestoval do Francie a do Švédska. V Rakousku se jim narodila dcera Kerstin. Svazek vydržel pouhé čtyři roky.

#### Návrat domů a smrt
Dva roky po rozchodu s druhou manželkou se vrátil do Stockholmu, kde roku 1901 vstoupil do třetího manželství, s Harriet Bosseovou. V roce 1907 založil Intimní divadlo (Intima teatern). Konec života strávil v domě Blå tornet (Modrá věž) v centru Stockholmu, kde se dnes nachází i jeho muzeum. Zde 14. května 1912 zemřel. Pohřben je na hřbitově Norra begravningsplatsen.

## Dílo
Dílo Augusta Strindberga zahrnuje období více než čtyřiceti let: celkově asi 120 prací, z toho více než 60 divadelních her, autobiografická díla, romány, povídky, básně, eseje, vědecké a populárně vědecké práce týkající se témat z oblastí historie, historie kultury a lingvistiky. Jeho dílo je sice rozsáhlé, ale nápadně nerovnoměrné. Nejlepší hry byly průkopnické a určovaly trendy v literatuře; jeho próza však, s výjimkou knih Červený pokoj, Lidé na Hemsö a povídkové sbírky Manželství, nezískala stejného uznání. Jeho tvorba je obvykle rozdělována do dvou období oddělených tzv. krizí inferna v letech 1894–1896. V letech před krizí inferna (1869–1892) byl ovlivněn anarchismem a osobnostmi jako například Rousseau, Schopenhauer a Nietzsche; v letech po krizi (1897–1911) šlo především o Swedenborga, Goetheho, Shakespearea a Beethovena.
Strindberg dosáhl mezinárodního úspěchu také jako malíř. Jeho malby, fotografie a inovativní estetické manifesty poutají pozornost dodnes.

### Dramatická tvorba
Díky svým divadelním hrám se stal pravděpodobně nejznámějším švédským autorem. Poté, co získal světovou proslulost naturalistickým zobrazením lásky a manželství v dramatech Otec, Slečna Julie a Věřitelé, radikálně inovoval moderní drama prostřednictvím svých snových her, které měly zásadní vliv na vznik expresionistického a absurdního dramatu.

### Próza
Revoluci způsobil také ve švédském prozaickém prostředí. Jeho první román, Červený pokoj z roku 1879, byl považován za první švédský moderní román, za „román budoucnosti“.

### Poezie
Přestože poezie ve Strindbergově tvorbě nemá prioritní postavení, zaujímá rovněž pevné místo v dějinách národní literatury.

### Seznam vybraných děl
- 1877 Z Fjerdingenu a Svartbäckenu (Från Fjerdingen och Svartbäcken), román
- 1872 Mistr Olof (Mäster Olof), drama
- 1879 Červený pokoj (Röda Rummet), román
- 1882 Nová říše (Det nya riket), román
- 1883 Básně ve verši a próze (Dikter på vers och prosa), básnická sbírka
- 1884 Náměsíčníkovy noci ve dnech bdění (Sömngångarnätter på vakna dagar), básnická sbírka
- 1884–1886 Manželství (Giftas I–II), román
- 1885 Utopie ve skutečnosti (Utopier i verkligheten), román
- 1886–1909 Syn služky (Tjänstekvinnans son I–V), autobiografie
- 1887 Lidé na Hemsö (Hemsöborna), román
- 1887–1895 Bláznova obhajoba (Le plaidoyer d'un fou), autobiografie
- 1887 Otec (Fadern), drama
- 1888 Slečna Julie (Fröken Julie), drama
- 1889 Mezi francouzskými sedláky (Bland franska bönder), reportáž
- 1888–1889 Věřitelé (Fordringsägare), drama
- 1897 Inferno, autobiografie
- 1898–1904 Do Damašku (Till Damaskus I–III), drama
- 1898: Klášter (Klostret), novela s autobiografickými prvky[19]
- 1899 Erik XIV. (Erik XIV), drama
- 1900–1901 Tanec smrti (Dödsdansen), drama
- 1901–1902 Hra snů (Ett drömspel), drama
- 1901 Královna Kristýna (Kristina), drama
- 1903 Osamělý (Ensam), autobiografie
- 1904 Gotické pokoje (Götiska rummen), román
- 1905 Hra se slovy a drobné umění (Ordalek och småkonst), básnická sbírka
- 1907 Bouřka (Oväder), komorní hra
- 1907 Spáleniště (Brända tomten), komorní hra
- 1907 Strašidelná sonáta (Spöksonaten), komorní hra
- 1907 Pelikán (Pelikanen), komorní hra
- 1910 Promluva k švédskému národu… (Tal till Svenska Nationen…), novinový článek
- 1911 Kořeny světových jazyků (Världs-språkens rötter), jazykověda
- 1958 Vivisekce (Vivisektioner), esej, vydáno posmrtně
- 1977 Okultní deník (Ockulta Dagboken), deník, vydáno posmrtně

## Další podoby Augusta Strindberga
August Strindberg je dnes známý především jako spisovatel, za svého života se ale věnoval i jiným tvůrčím oblastem. Po krátkém studiu na Uppsalské univerzitě působil jako učitel v zámožných rodinách, neúspěšně se pokusil také o hereckou a lékařskou kariéru. Větších úspěchů nicméně dosáhl ve výtvarném umění – především v malířství a fotografování – přestože umění nikdy nestudoval a byl spíše amatérem a samoukem. Po krachu manželství s Fridou Uhlovou se pokusil prosadit v oblasti přírodních věd, především v chemii, ale nedosáhl očekávaného uznání, a tak se obrátil k alchymii a okultismu. Byl tedy všestrannou osobností.

### Malíř
Strindberg začal malovat přibližně kolem roku 1872. Malířství se věnoval především v dobách osobních krizí, kdy zpravidla nemohl psát. Sám prohlašoval, že byl prvním, kdo maloval symbolistické krajiny. Tyto obrazy je možné interpretovat jako metafory pro jeho pocity a vnímání jeho role ve společnosti. Strindbergovy obrazy, stejně jako jeho fotografie, jsou významné svou originalitou a obecně novým přístupem k tvůrčí činnosti, kterým předčil dobu. Ve svých dílech předznamenává nové směry, například expresionismus a surrealismus.
V roce 1892 se přestěhoval do Berlína, kde se spřátelil s norským umělcem Edvardem Munchem, který namaloval jeho portrét. Při líbánkách se svou ženou Fridou Uhlovou se seznámil s Turnerovými krajinomalbami. Turnera velmi obdivoval, a stejně tak Gustave Courbeta. V roce 1895 se v Paříži setkal s Paulem Gauguinem, který jej požádal o předmluvu k novému aukčnímu katalogu, Strindberg nicméně odmítl.
Častým námětem Strindbergových maleb je příroda, zvláště skály a vlny. V literárních dílech se mu podařilo mistrně zachytit okolní prostředí, a totéž platí i pro jeho malířskou tvorbu. Snažil se vystihnout podstatu krajiny, vyobrazit její proměnlivost. Zkoušel proto nové techniky, aby dosáhl kýžených efektů, například rozbouřeného moře. To docílil nanášením barvy přímo z tuby pomocí špachtle. Mimo to ale produkoval i klidné obrazy přírody. Pro jeho díla jsou typické značné rozdíly mezi náladami, od temné a vzpurné po klidnou a romantickou.
Až v letech 1901–1905 našel inspiraci v kulturní krajině, ulicích a městě („Staden“). Byla to doba krize – rozcházel se s třetí manželkou, Harrietou Bosseovou.
Jeden z jeho posledních známých obrazů Alej z roku 1905 má symbolický význam. Naznačuje cestu člověka ke smrti.

### Fotograf
Fotografování ho zajímalo nejen po stránce technické a estetické, ale rovněž po stránce sdělnosti. Poprvé se s fotoaparátem dostal do kontaktu na začátku 60. let 19. století, aktivně se mu začal věnovat ale až v 80. letech 19. století. Byl jedním z prvních autorů, kteří se zapojili do dialogu mezi fotografií a literaturou. Tvořil fotografické studie k tomu, co psal.
Na počátku 20. století se věnoval také fotografickým pokusům v souladu se svými vědeckými výzkumy. Zachytil například otisk sněhové vločky na fotografické desce. Vycházel z představy, že „vše existuje ve všem“ a hledal podobnost struktur. Snažil se o pokusy s čočkou fotoaparátu a zkoušel fotografovat také bez objektivu – zachycoval například noční oblohu přímo na fotografický papír. Na tmavém pozadí tak vznikla světlá, hvězdě podobná tečka. Ve skutečnosti jde ale o pouhé prachové zrno. Snažil se fotografovat Slunce, Měsíc, hvězdy, mraky, ale také lidskou duši. Jeho experimentálních fotografií se však dochovalo jen málo.
Člověk obecně byl častým námětem jeho fotografií. V Gersau ve Švýcarsku, kde pobýval se svou první ženou Siri von Essenovou, vytvořil snímků celou řadu. Mezi fotografie, které v Gersau vznikly, patří rodinné snímky s dětmi, děti samy, portréty Siri von Essenové a Strindbergovy autoportréty, na kterých se vyskytuje v různých rolích – s dětmi, jako zahradník, spisovatel, hudebník nebo pán ve společenském oděvu.
V roce 1906 vytvořil sérii snímků, kterou nazval „psychologické portréty“. Byly to dlouhé expozice, na kterých zachytil „více vnitřního života a osobnosti“. Jak sám řekl: „Je mi jedno jak vypadám, ale chci, aby lidé viděli mou duši a ta je na těchto fotografiích vidět nejlépe.“

#### Díla
- 1886, Fotografi album. Tolv Impressionst Bilder, Binded Album
- 1892, Dubbebild, Soukromá sbírka
- 1892, Fackelblomster, Soukromá sbírka
- 1893, Palett med ensam blomma på stranden, Soukromá sbírka
- 1893, Svartsjukans natt, Strindbergovo muzeum, Stockholm
- 1894, Underlandet, Národní muzeum, Stockholm
- 1894, Alpinlandskap, Soukromá sbírka
- 1894, Hög Sjö, Folkheim Kunstsammling
- 1897, Manuskript till Inferno I., Göteborg University Library
- 1901, Vita Märrn II, Örebro Konsthall, Švédsko
- 1901, Vågen II., Musée d'Orsay, Paříž
- 1903, Sol går ned uti hav
- 1903, Staden, Národní muzeum, Stockholm
- 1908, Fyra porträtt av August Falck, Strindbergovo muzeum, Stockholm

### Alchymie a experimentování
Strindberg se vášnivě zajímal o vědu, ale tak jako v umění a literatuře, i ve vědě hledal svou vlastní pravdu. Věřil, že „vše existuje ve všem“ a je tedy možné prvky různě transformovat. Jako alchymista byl rovněž přesvědčený, že je možné vyrobit zlato.
Věnoval se chemii a alchymii a v některých obdobích svého života se zajímal také o okultismus.

## Galerie

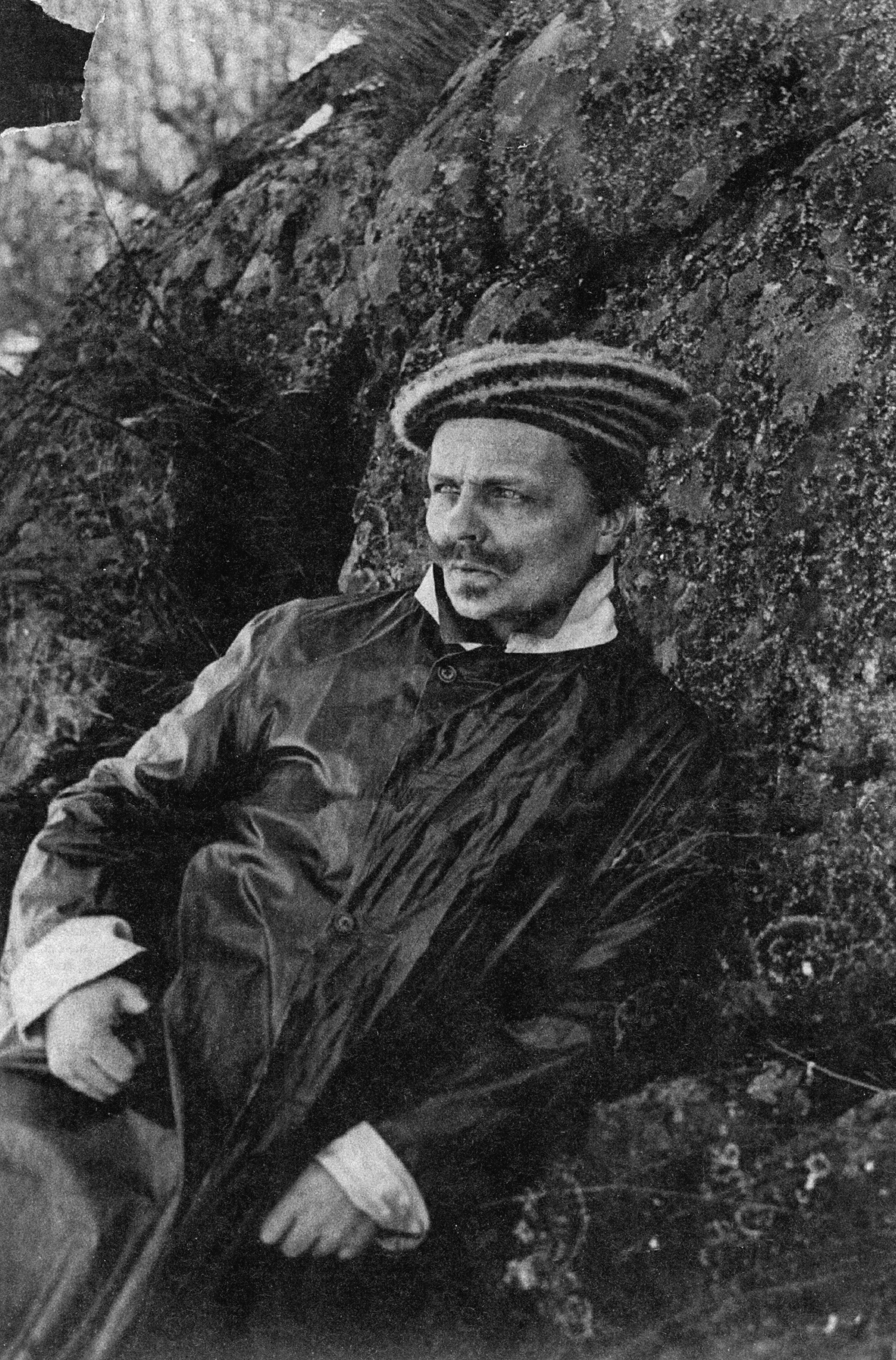
Autoportrét
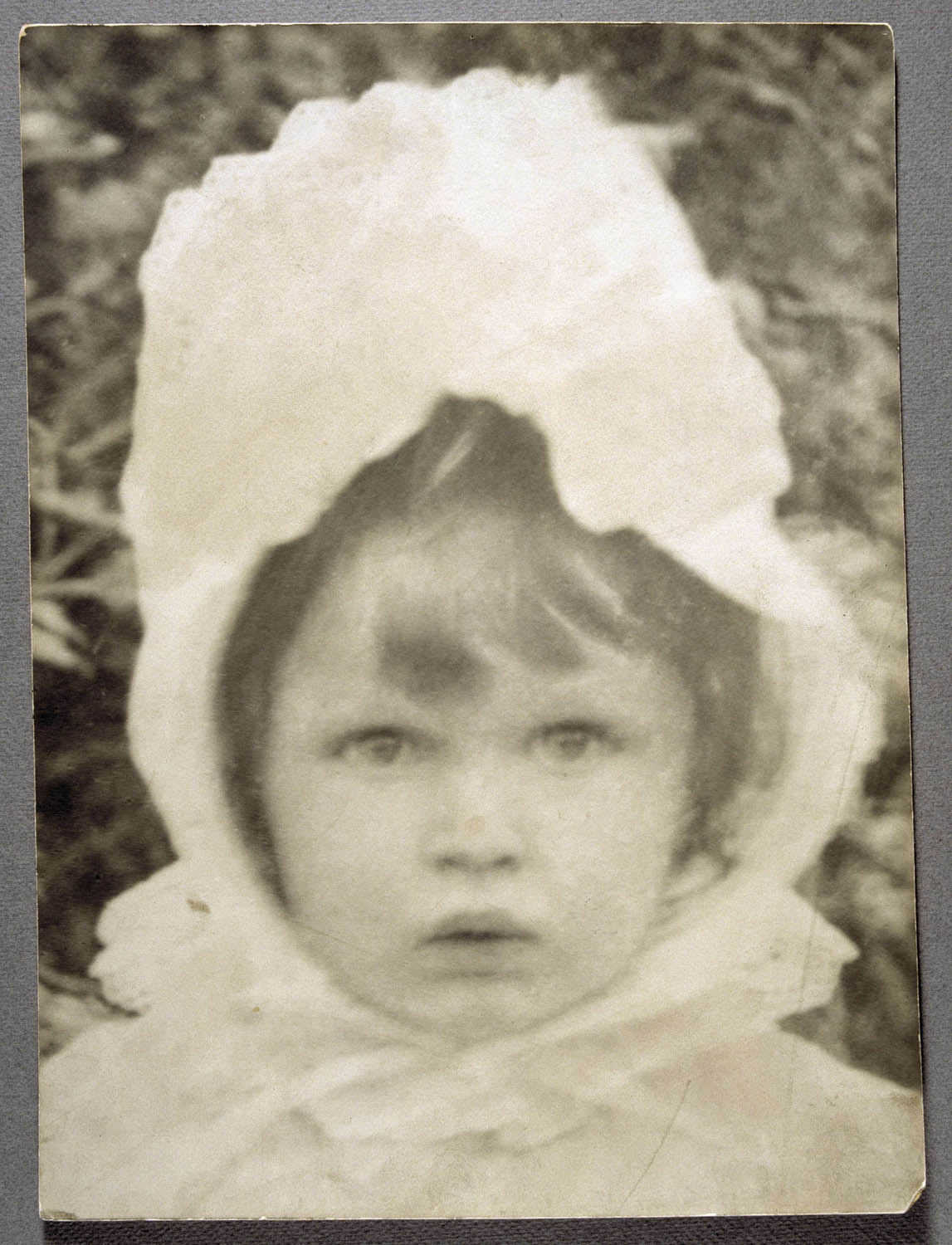
Dcera Ann Marie
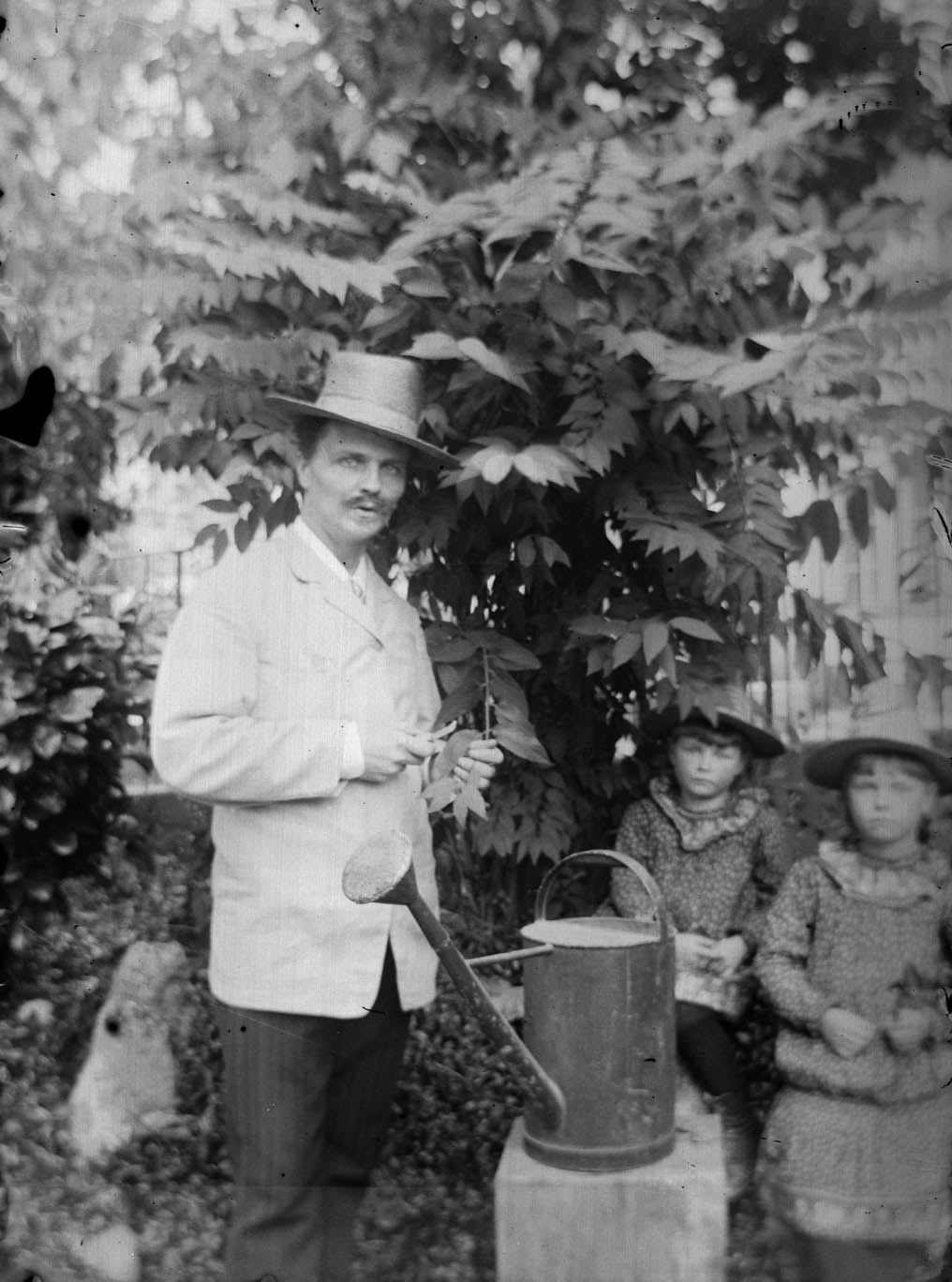
Ve Švýcarsku, 1886
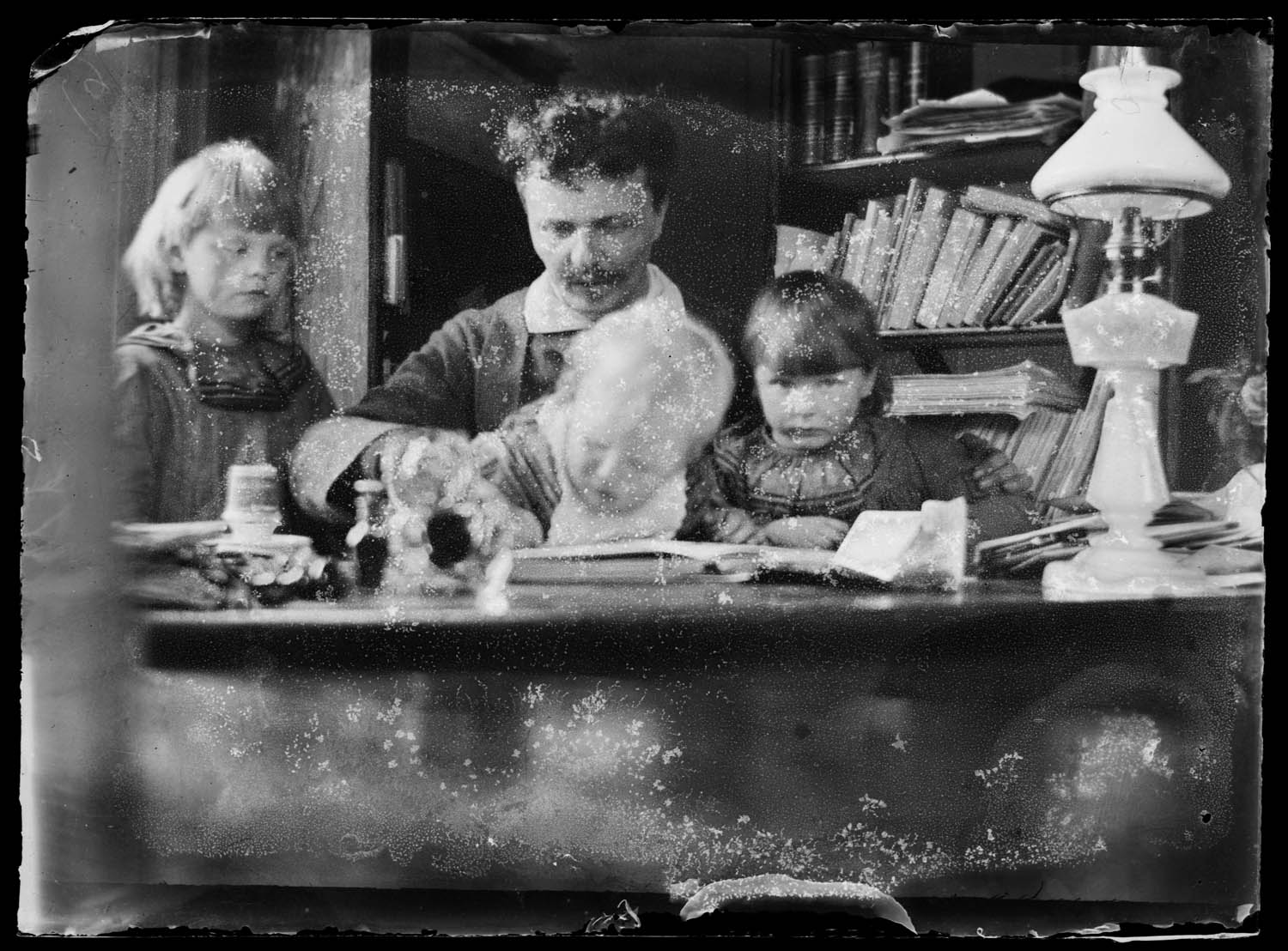
Ve Švýcarsku
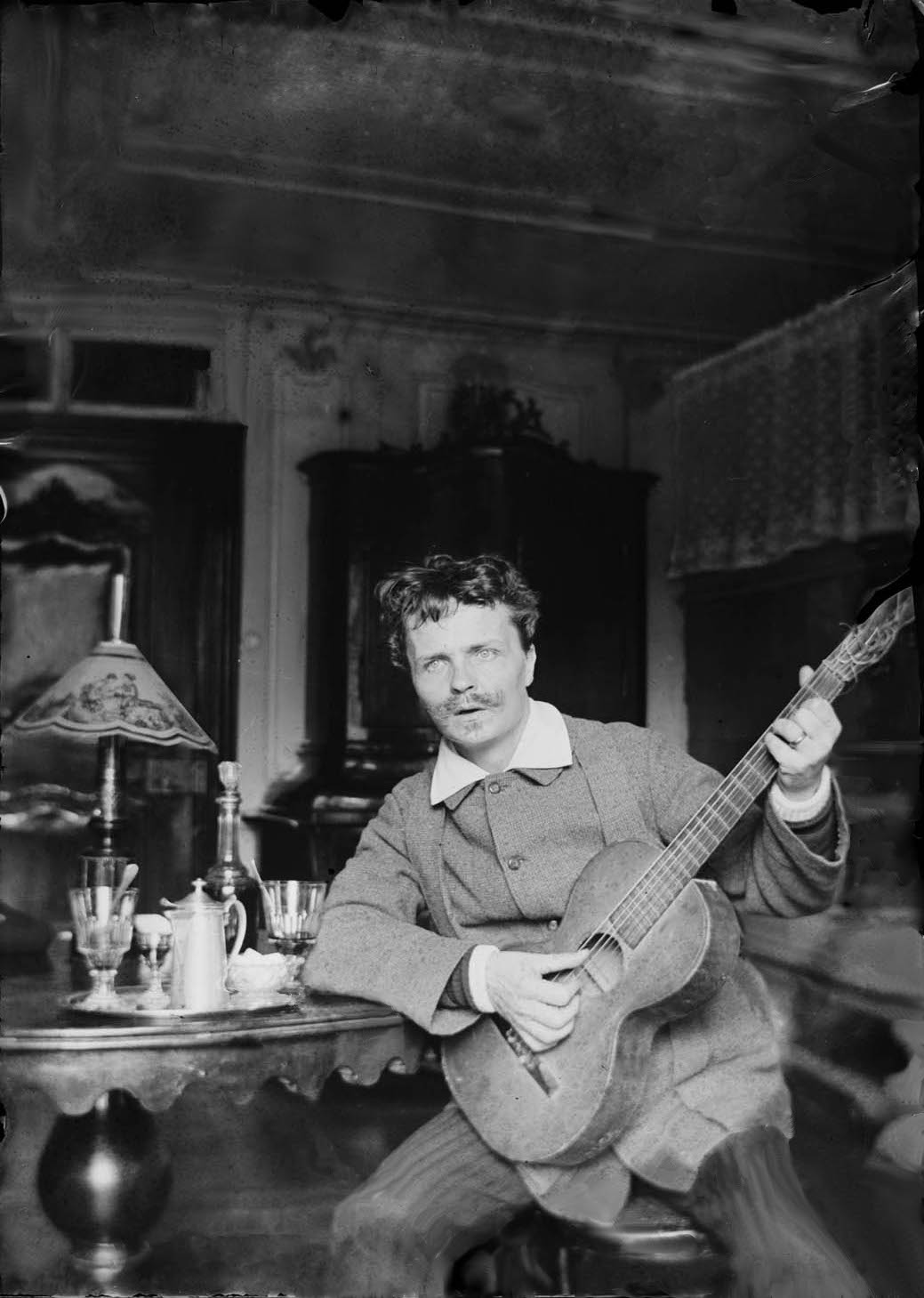
Ve Švýcarsku
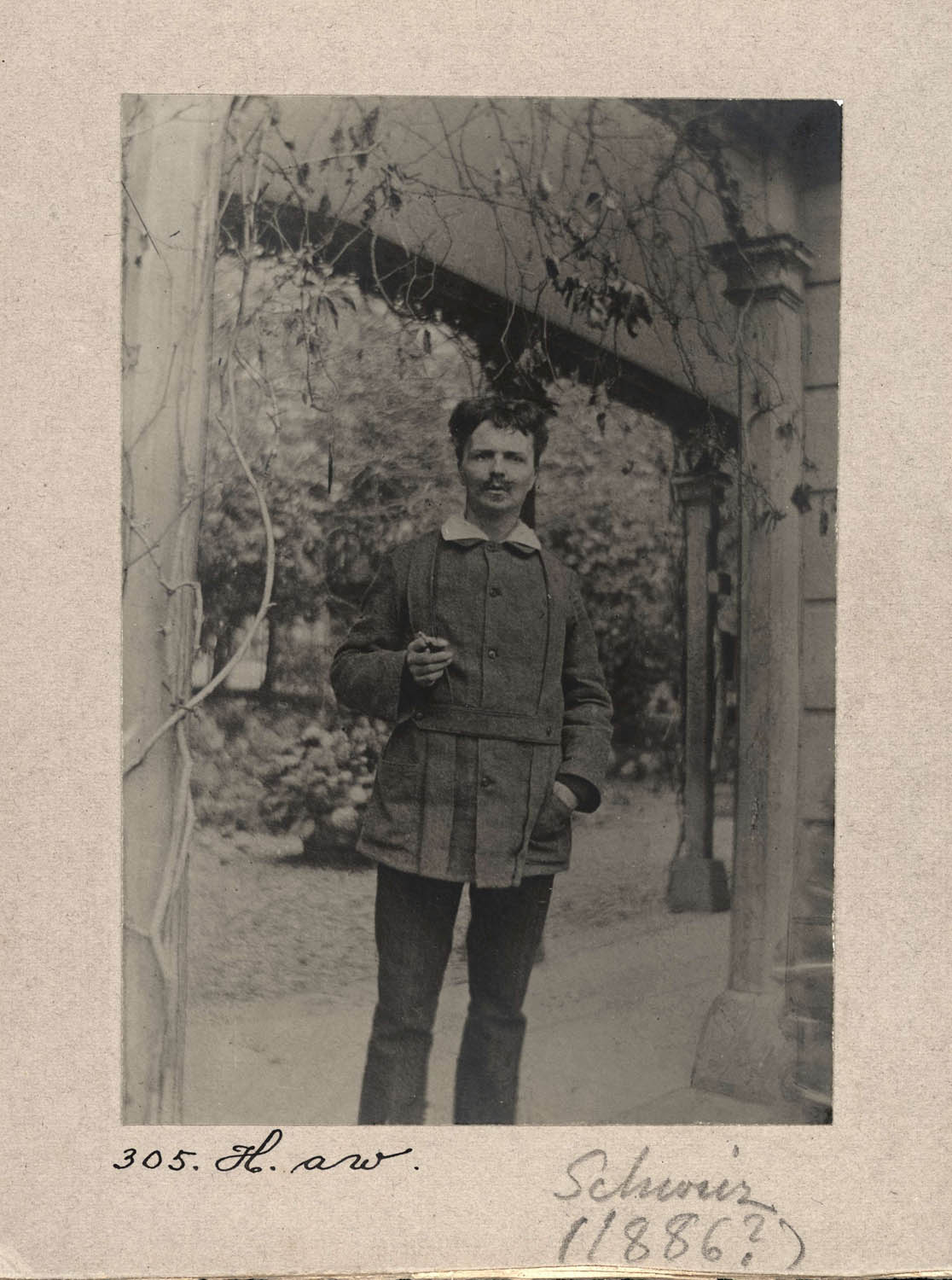
Ve Švýcarsku
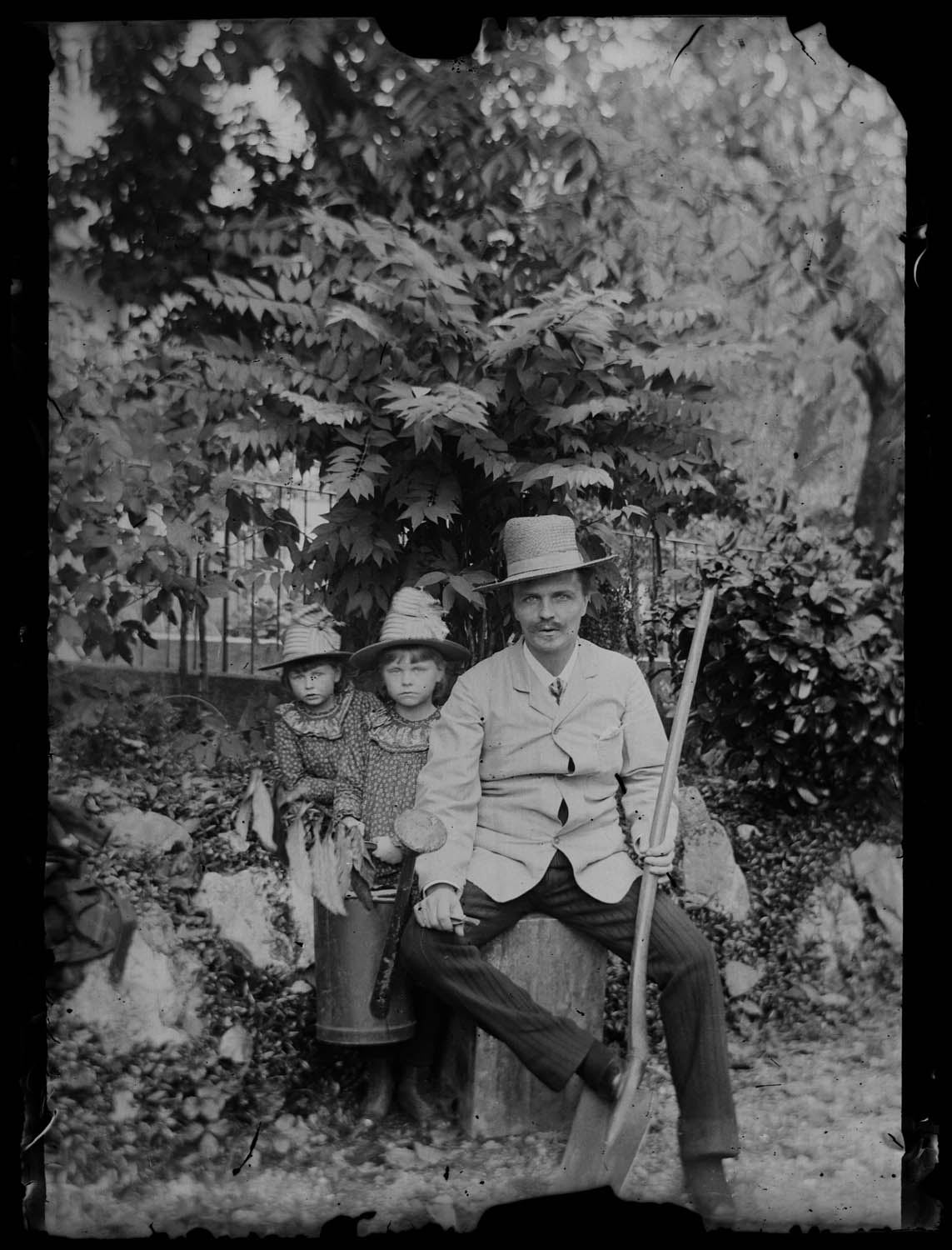
Ve Švýcarsku

### Anglická literatura
- GRANTH, Olle. AUGUST STRINDBERG PAINTER, PHOTOGRAPHER, WRITER. London: Tate Publishing, 2005. ISBN 1854375628. (anglický)
- CONVERSE, Terry John. THE PSYCHOLOGY OF THE GROTESQUE IN AUGUST STRINDBERG’S THE GHOST SONATA. [s.l.]: Edwin Mellen Press, 1999. ISBN 0773482075. (anglický)
- MEIDALL, Björn. August Strindberg. [s.l.]: Swedish Institute, 1995. Dostupné online. ISBN 9152006018. (anglický)
- WAAL, Carla B.S. M.S. Ph.D. Harriet Bosse: Strindberg's Muse and Interpreter. Southern Illinois University Press: Southern Illinois University Press, 1990. Dostupné online. ISBN 0809315483. (anglický)
- ROBINSON, Michael. Strindberg and Autobiography. [s.l.]: Norvik Press, 1987. ISBN 1870041003. (anglický)

- BELLQUIST, John Eric. Strindberg as a Modern Poet. [s.l.]: University of California Publications in Modern Philology, Vol. 117, 1986. Dostupné online. ISBN 0520097106. (anglický)
- STEENE, Birgitta. The Greatest Fire: A Study of August Strindberg. [s.l.]: [s.n.], 1982. Dostupné online. ISBN 0809305488. (anglický)
- TORNQVIST, Egil. Strindbergian Drama: Themes and Structures. [s.l.]: Humanities Press, 1982. ISBN 0391024639. (anglický)
- CARLSON, Henry. Strindberg and the Poetry of Myth. [s.l.]: Univ of California Press, 1982. Dostupné online. ISBN 0520044428. (anglický)
- BRANDELL, Gunnar. Strindberg's Inferno. [s.l.]: Harvard University, 1974. Dostupné online. ISBN 0674843258. (anglický)
- DAHLSTRAM, Carl. Strindberg's Dramatic Expressionism. [s.l.]: Ayer Co Pub, 1930. Dostupné online. ISBN 0405084269. (anglický)